# 시치조정
시치조정(일본어: 七城町)은 일본 구마모토현 기쿠치군에 있던 정이다.
2005년 3월 22일, 기쿠치시 및 시스이정·교쿠시촌과 신설 합병해 새로운 기쿠치시가 되어 소멸하였다.

## 역사
- 1954년 11월 1일 - 기쿠치군 3개의 촌이 신설합병해, 시치조촌이 성립하였다.
- 1968년 11월 1일 - 정으로 승격해, 시치조정이 되었다.
- 2005년 3월 22일 - 기쿠치시, 기쿠치군 시스이정·교쿠시촌과 합병해 기쿠치시가 되었다.

## 경제

### 농업
주로 초밥용 쌀과 양조용 고품질 쌀 등 쌀 재배 농업이 활발하다. 그 외 프린스 멜론, 수박 등 과일 재배, 양돈 등 축산업이 활발하다. 

## 교통

### 도로
- 국도 325호선

## 참고 문헌
- 角川日本地名大辞典編纂委員会, 『角川日本地名大辞典 43 熊本県』1987, 角川書店